# Vådrum
Vådrum er et rum i en bygning hvor der er stor påvirkning af vand eller høj luftfugtighed.
Et vådrum kan være et badeværelse eller bryggers og WC-rum med gulvafløb.